# Kopnięcie hakowe
Kopnięcie hakowe lub zahaczające (ang. hook kick) - odwrotne kopnięcie okrężne w płaszczyźnie poziomej lub ukośnej. Przy tym kopnięciu uderza się zwykle tylną częścią pięty. Zazwyczaj służy do ściągania gardy.
Nazwa "kopnięcie zahaczające" jest nieścisła, gdyż kopnięcie nie pełni roli zahaczenia, jedynie ruch przypomina kształt haka. Dlatego też używa się nazwy "kopnięcie hakowe" przez analogię np. do ciosu sierpowego czy młotkowego.
Ta technika może być wykonana:
- stopą nogi wykrocznej lub zakrocznej z wyciągnięciem uda na tułów, bez spuszczania oczu z przeciwnika,
- stopą nogi zakrocznej z obrotem kompletnym nogi podporowej i tym samym tułowia (pełny obrót) przy chwilowym spuszczeniu wzroku z przeciwnika. Ta technika nazywa się hakowym kopnięciem obrotowym (spinning hook kick) i jest szczególnie silna.

Istnieją dwa sposoby uderzania:
- Metoda z wyciągniętą nogą (zrównoważona w biodrach), gdzie głównym działaniem jest wyciągnięcie uda na tułów  wykonane z kontrakcją mięśni pośladkowych.
- Metoda smagająca, czyli poprzez przyciągnięcie pięty ku pośladkowi.

Najczęściej stosuje się połączenie obu metod.

## Inne sposoby
- Kopnięcie to może być również wykonywane z obrotem i wyskokiem jednocześnie (jumping hook kick).
- Używa się również kopnięcia podcinającego.

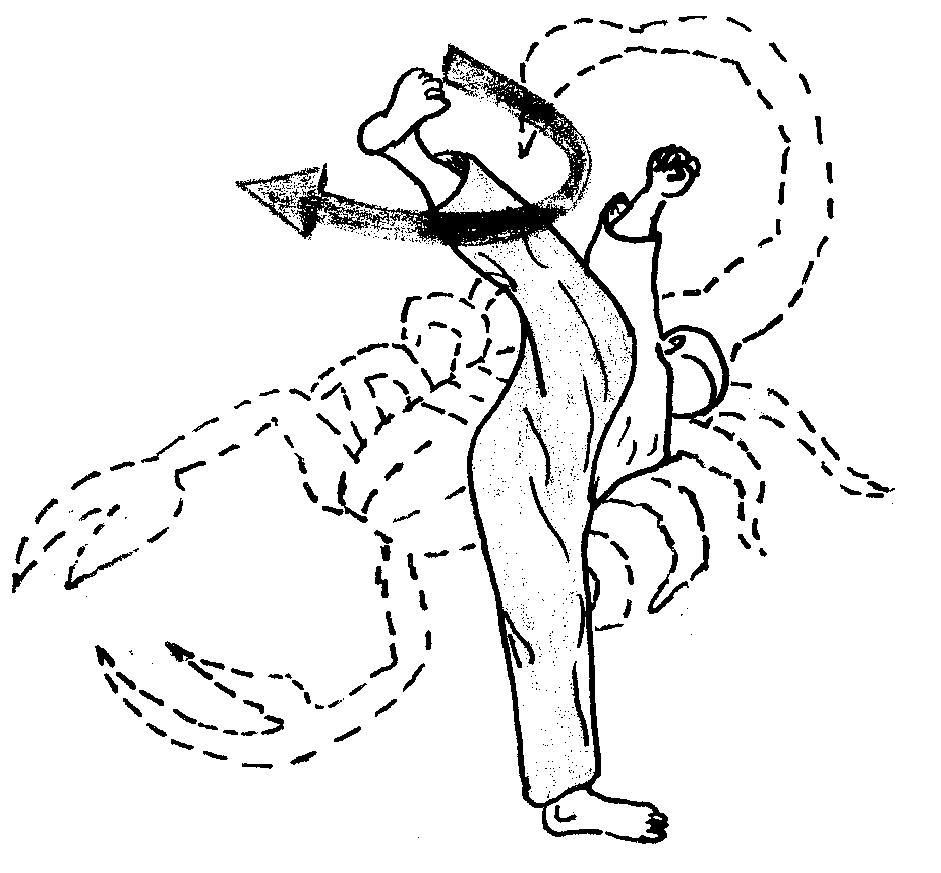
Kopnięcie hakowe w linii górnej
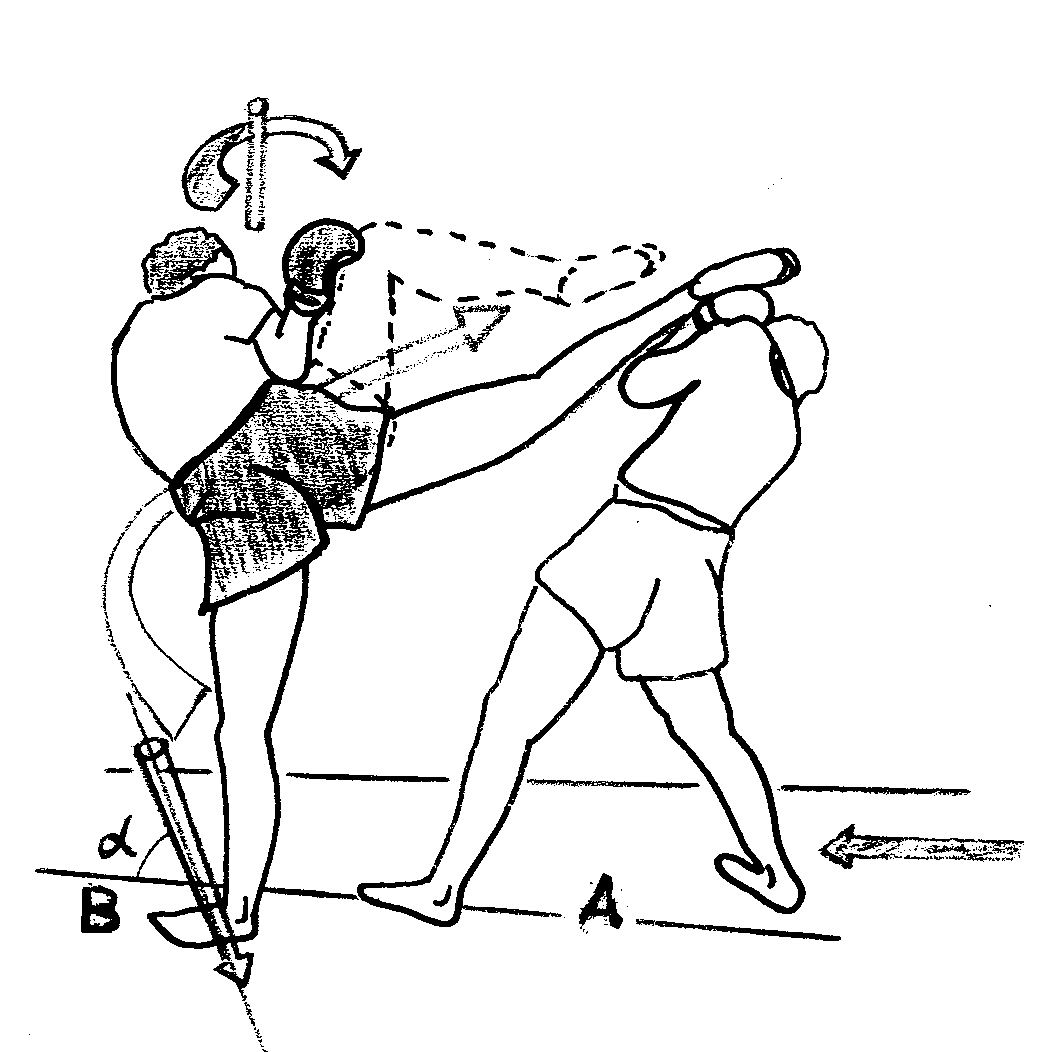
Kopnięcie hakowe w linii górnej
Podcięcie typu hakowego w walce w bliskim dystansie
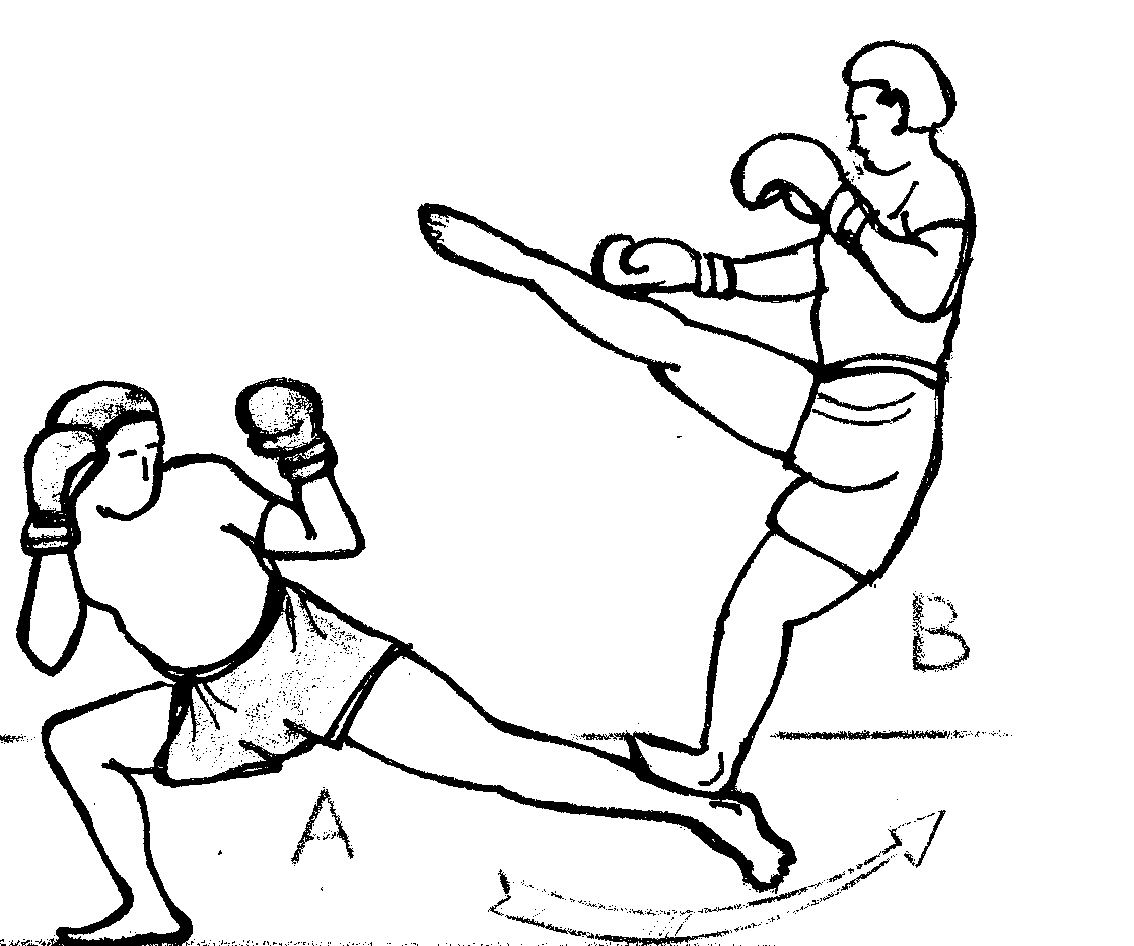
Podcięcie hakowe z obrotem